# 中井延也
中井延也（なかい のぶや、1934年5月16日 - 1999年5月6日）は、日本の彫刻家。

## 人物
北海道上川郡愛別町出身。1958年東京藝術大学彫刻科卒業。多摩美術大学助教授、教授を歴任。1991年より彫刻科長。
1999年、肝臓癌のため死去。

## 作品
- 『開拓のイメージ』 - 北海道旭川市の野外彫刻－高さ約21mの鉄製彫刻。
- 『鳥化する丘』 - 北海道旭川市の野外彫刻－第21回中原悌二郎賞優秀賞代替
- 『石樹』 - 北海道愛別町の開基100年記念モニュメント
- 『月下』 - 北海道札幌芸術の森

## ギャラリー
- 『中井延也石の彫刻公園』 - 北海道愛別町の開拓120年を記念して2014年に整備された野外公園